# هوفسوکول
هوفسوکول (به لاتین: Hofsjökull) یک کلاهک یخی در ایسلند است که در سودورلاند واقع شده‌است.